# 440年代
| 千纪： | 1千纪                                                                                  |
| 世纪： | 4世纪 \| 5世纪 \| 6世纪                                                                |
| 年代： | 410年代 \| 420年代 \| 430年代 \| 440年代 \| 450年代 \| 460年代 \| 470年代              |
| 年份： | 440年 \| 441年 \| 442年 \| 443年 \| 444年 \| 445年 \| 446年 \| 447年 \| 448年 \| 449年 |

## 大事记
- 440年，宋文帝劉義隆弟司徒彭城王劉義康總攬朝政，貶為江州（江西九江）刺史，殺領軍劉湛、司徒長史劉斌。
- 441年，北魏涼州牧沮渠無諱據酒泉叛，战败，沮渠無諱西奔流沙。
- 442年，沮渠無諱攻陷鄯善、高昌（新疆吐魯番），宋封他為河西王。
- 444年，魏太武帝禁佛教。北魏殺尚書令劉絜，屠三族。
- 445年，北魏盧水胡蓋吳起兵叛，稱天台王。
- 446年，魏太武帝下令全國，盡誅沙門，焚燒寺廟。蓋吳據杏城（陝西黃陵），為其叔所殺。
- 447年，北魏殺沮渠茂虔。
- 448年，北魏成周公萬度歸遠征焉耆，龜茲。
- 449年，北魏太武帝拓拔燾再親征柔然。